# Hernandia catalpifolia
Hernandia catalpifolia là một loài thực vật thuộc họ Hernandiaceae. Đây là loài đặc hữu của Jamaica. Chúng hiện đang bị đe dọa vì mất môi trường sống.